# Astyochia cincta
Astyochia cincta là một loài bướm đêm trong họ Geometridae.